# 逗子文化プラザ市民交流センター
逗子文化プラザ市民交流センター(ずしぶんかプラザしみんこうりゅうセンター)は、神奈川県逗子市逗子にある、公設民営の中間支援組織。
市民活動スペース、生涯学習スペース、フェスティバルパーク、屋内温水プールの設備からなり、市民の市民活動･生涯学習活動の支援や、市民の交流、健康増進を目的とする複合施設である。

## 施設

### 市民活動スペース
打ち合わせコーナー、パソコンコーナー、印刷･作業コーナー、ロッカーレターケース、掲示コーナー、無線LANなどの設備が利用可能。
印刷機、ロッカーレターケースなど一部有料設備あり。

### 生涯学習スペース
会議室(6部屋)、展示コーナー、喫茶交流コーナー、プレイルーム、授乳室
会議室、展示コーナーは有料。　

### フェスティバルパーク
約860m2の多目的広場。

### 屋内温水プール
25m×5コース(水深1.15m)、ジャグジー、採暖室を備える。

## 開館時間
- 平日・土曜日　9時〜21時(受付は20時迄)
- 日曜日　9時〜18時(受付は17時30分迄)
- 日休館日　毎月第1・第3火曜日(祝日の場合は開館し、それ以降 の最初の平日に閉館) 、年末年始(12月29日〜翌年1月3日)

## アクセス
- 京急逗子線逗子･葉山駅より徒歩2分
- JR横須賀線・京浜東北線逗子駅より徒歩5分